# Lijst van burgemeesters van Norg
Dit is een lijst van burgemeesters van de voormalige Nederlandse gemeente Norg in de provincie Drenthe tot 1 januari 1998). Op deze datum werden de voormalige gemeenten Norg, Peize en Roden samengevoegd tot de nieuwe gemeente Noordenveld.
| Ambtsperiode | Duur    | Naam burgemeester                  | Partij of stroming | Bijzonderheden |
| ------------ | ------- | ---------------------------------- | ------------------ | -------------- |
| 1811-1831    | 20 jaar | Johannes Tonckens                  |                    |                |
| 1832-1842    | 10 jaar | Herman Hubert van Lier             |                    |                |
| 1843-1871    | 28 jaar | Lucas Homan                        |                    |                |
| 1871-1882    | 11 jaar | Johannes Tonckens                  |                    |                |
| 1882-1887    | 5 jaar  | Christoffer van der Wal            |                    |                |
| 1888-1908    | 20 jaar | Louis Martinus Everhard Brumsteede |                    |                |
| 1908-1929    | 21 jaar | Eltje Jacob Tonckens               |                    |                |
| 1929-1935    | 6 jaar  | Egbertus Roelinus Tonckens         |                    |                |
| 1935-1937    | 2 jaar  | Johannes Tonckens                  |                    |                |
| 1937-1964    | 21 jaar | Martinus Pelinck                   |                    |                |
| 1964-1985    | 21 jaar | Oege Gerhardus de Boer             |                    |                |
| 1985-1996    | 11 jaar | Liesbeth Tuijnman                  | VVD                |                |
| 1996-1998    | 2 jaar  | Jan Lonink                         | PvdA               | waarnemend     |